# Tapes sericeus
Tapes sericeus is een tweekleppigensoort uit de familie van de Veneridae. De wetenschappelijke naam van de soort is voor het eerst geldig gepubliceerd in 1986 door Matsukuma.